# 鳥井森鈴
鳥井 森鈴（とりい しんれい、1899年3月18日 - 1979年3月8日は、秋田県生まれの民謡歌手である。秋田民謡『秋田追分』の作者。本名は儀助（ぎすけ）。森鈴という芸名は、五城目町のシンボル的な里山である森山に生息するスズムシの鳴き声のような美しい歌声という意味。
戦前、戦後を通じ県民謡界の大御所的存在で、『秋田追分』の父とも呼ばれた。『秋田追分』は、秋田民謡の中でも難曲中の難曲といわれる。
秋田県立博物館が設置する、近・現代に各分野で活躍した秋田ゆかりの人物152名について、業績やエピソード、遺品などを収集・紹介する「秋田の先覚記念室」で紹介されている。

## 生涯

### 幼少期
秋田県馬川村上樋口（後の秋田県五城目町上樋口）の農家に生まれ、馬川村馬川小学校に進む。当時の五城目町は芸能が盛んで、市では、民謡の歌い手が流していて、秋田の民謡ばかりか、津軽の民謡も聞くことができた。儀助は、民謡を好み、市の立つ日は学校を終えてから町へ通うようになる。すでに、見様見まねで尺八などを吹いていた。この頃には、人前で歌うことを望んでいた。
小学校を卒業した後、家の農作業を手伝うかたわら賃仕事で馬を引いて荷物運びをすることもあったが、このときに大声で民謡を歌っていた。田畑で働く人々が仕事の手を休めて聞き入ったという逸話もある。

### 民謡歌手への決意
1914年、15歳になった森鈴は農業を続けながら民謡歌手になる決意をし、地元の芸能グループに参加して稽古をするようになった。三味線を得意とする鳥井与四郎（芸名を如月）を伴奏者として得る。また、内川村の芸人、二代目秋田五郎から漫芸を学んだ。
17歳になると、市で自然に覚えたものではなく、正しい追分節を習得しようと考え、五城目に根ざした芸能集団佐藤久太一座の民謡歌手沢石キサから指導を受けた。キサから習った追分節は、五城目で歌われていたもので、“田舎の追分”という意味の「在郷（じゃんご）追分」と呼ばれていた。節まわしは、歌の中で「あん、あん、ああん」と、無理だと思われるくらいにユリをきかせ、引きのばして歌うので、「あんあん節」などとも呼ばれていた。
1919（大正8）年、江差追分が流行すると、民謡一座が興行をかけることが多かった五城目町の芝居小屋「五城座」にもこれを売り物にする三浦為七郎一座がやってきて、その舞台で森鈴は飛び入りで江差追分を歌い上げ、拍手喝采を受けた。
1921（大正10）年になると江差追分の流行はさらに拍車がかかり、レコードもよく売れていた。この年に宮野カネ子一座が五城目町に来たときも森鈴は飛び入りで歌い、それがきっかけでこの一座に入り全国を巡業するようになった。

### 秋田追分の誕生とレコード・デビュー
このころ森鈴は、江差追分ブームの今の時期に“秋田の追分”にも磨きをかけたいと考え、それまでの在郷追分に江差追分の上品な節回しを取り入れ、現在まで歌い継がれているあかぬけした秋田追分を完成させた。
1924（大正13）年、森鈴は五城座で「森鈴会」を結成し、後進への民謡の指導と普及にあたった。この会の活動はその後秋田県内各地に広がっていった。
1925（大正14）年が、27歳の森鈴にとって大きな転機となる。この年、塩山浩蔵らを中心に大日本民謡研究会の秋田支部が結成され、9月24日に秋田劇場で民謡大会が開催された。森鈴は地元飛び入り競演会に加わり、太平の永井錦水に次ぐ第2位となる。これにより、大日本民謡研究会本部会長の後藤桃水が森鈴の天賦の才を認めることになる。同年11月3日には仙台歌舞伎座の東北民謡大会に出場した。
1926（大正15）年に、「秋田追分」が発売される。この年の3月、当時の日本民謡協会長であった後藤桃水が五城目町を訪れ、森鈴にレコードの吹き込みを勧めた。森鈴はこれを請け、森鈴にとって初めてのレコード吹込みとして、日本蓄音機商会（日蓄、のちの日本コロムビア）の鷲印レーベルから「秋田追分」を発表した。当初は「江差追分」を吹込む予定で、練習していたのだが、桃水のすすめで曲目が変更された。さらに2年後の1928年に別のレコード会社から売り出した秋田追分がヒットし、森鈴は一躍全国的な人気民謡歌手になった。森鈴が吹き込んだレコードは秋田追分の他に、江差追分、酒屋節、秋田おばこ節、秋田秀子節、、秋田おはら節、船方節などがある。
昭和に入ると自ら一座を組織し、千島から名古屋までを巡業した。秋田では、手品の松旭斎天外、曽我廼家劇の五郎(一堺漁人の名で自作の「六兵衛物語」を上演)、夏川静江などが来演し、映画上映なども行われた「康楽館」で民謡座長大会を開催している。
1930年（昭和5年）には、伝統芸能の「秋田万歳」をアレンジした漫芸を発表し、芸の幅を広げて観衆を喜ばせた。
1932（昭和7）年にNHK秋田放送局が開設すると、男鹿の森八千代、仙北民謡の名手黒沢三一らとともに、森鈴の歌声はラジオの電波にのり、県内すみずみまで伝わり、幅広い人気を得た。
1939（昭和14）、戦時色が濃くなると、民謡をあきらめ、馬川村役場へ勧業係として勤めたが、時折、東北北海道の工場や鉱山を慰問した。

### 戦後の活動と評価
戦後、1947年（昭和22年）に役場を退職し、一座を組んで各地を巡業するようになった。1964（昭和39）年には軽い脳溢血で倒れたが、再起し、酒とタバコを禁じ、克己節制の生活で歌手としての生命を保った。巡業日誌によれば、1966（昭和41）年までの20年間に、1394日間舞台に立っている。舞台では、民謡のほか、鼓の擬音入り秋田万才の一人芸や時事唄い込みのアホダラ経、手品、漫談をとりまぜ、遊芸とされていた「秋田音頭」「コッカラ舞」「しゃくし舞」なども載せた
。このころ、八郎潟伝説を一から十まで数え唄にした「八郎節」を完成させている。
昭和46年に秋田文化功労賞を贈られる。大正13年に五城目町で森鈴会を結成、県内各地に支部を置き、民謡の普及と後進の育成に努力したこと、特に、当地に伝えられる難渋な追分節と江差追分などを取り入れた「秋田追分」を生み、発表するなど、多くの秋田民謡を全国に紹介し、後継者の育成に貢献したことが理由とされる。
後年は日本民謡協会秋田県支部長なども務めたが、家業の農業を離れることはなく、秋田県民謡界でも孤高の存在であった。

1963年（昭和38年）5月1日に五城目町の雀館公園に森鈴の民謡碑が建てられ、当時の秋田県知事小畑勇二郎の揮毫で「八郎節」が刻まれている。
満80歳になる10日前の昭和54年(1979)3月8日に死去。

## 秋田追分
元唄は、五城目周辺にあった「在郷追分」だとされ、森鈴が江差追分の上品な節回し、名調子をとりいれて、自分流の「鳥井節」にまとめ上げたとされる。秋田民謡の中でも難曲中の難曲といわれる。中央では、この唄を江差追分の亜流、物真似とする人もいた。
秋田の四季、女性の愛と悲しみを題材として、全盛期には、森鈴が舞台に立って「秋田追分」を歌うと、その中に籠る女心の哀れさに、女性の観客は思わず目頭を抑え、中には声を上げて泣き伏す人もいたとも伝えられる。 

### 秋田追分全国大会
1990（平成2）年から、正調秋田追分の正しい伝承と保存、普及を目的に、地元秋田県五城目町で秋田追分全国大会が開催されている。第1回の開催は7月1日で、主催者の五城目町では鳥井森鈴の歌声や力ラオケを吹き込んた力セットテープ千本、を全国の民謡教室などに配布して『秋田追分』のPRに努め、91人が全国から集まった。

## 録音物

### 戦前
- 「江差追分（前唄）／江差追分（本唄）」コロムビア, 25420, 伴奏菊池淡水.[19]
- 「江差追分（前唄）／江差追分（本唄・送り唄」コロムビア, 27622, 伴奏菊池淡水.[20]
- 「江差追分 (一) 前唄／江差追分 (二) 本唄、後唄」ビクター, 50782, 伴奏菊池淡水（尺八）, 1929-06.[21][22]
- 「秋田追分（上）／秋田追分（下）」ビクター, 50918, 伴奏菊池淡水. [23]
- 「じょんがら節（一）／じょんがら節（二）」ビクター, 51146, 1930-04.[24]
- 「秋田おばこ節」ビクター, 51666, 伴奏佐藤東山. [25]
- 「俚謡：秀子節」ニッポノフォン, 17605, 1930-09.[26]
- 「秋田秀子節（一）／秋田秀子節（二）」ビクター, 51454, 1930-11.[27]
- 「秋田おはら節」[他] ビクター, 51628, 1931-03.[28]
- 「秋田おばこ節」[他] ビクター, 51666, 1931-04.[29]
- 「俚謡：江差追分（前唄）／俚謡：江差追分(本唄／後唄）」コロムビア, 27212, 1932-12.[30]
- 「俚謡：秋田おばこ」[他] コロムビア, 27455, 伴奏佐藤東山（三味線）、菊地淡水（尺八）. 1933-06.[31]
- 「船方節／酒屋節」ビクター, J-10110, 1933-10.[32]
- 「安来節（上）　博多節入／安来節（下）」ビクター, J-10109, 1933-10.[33]
- 「秋田追分（上）（前唄）／秋田追分（下）（本唄及後唄）」ビクター, J-10153. [34]
- 「俚謡：江差追分（前唄）／俚謡：江差追分（本唄・後唄）」コロムビア, 27622, 1933-12.[35]

### 戦後
- 「俚謡：秋田おばこ」コロムビア, A58, 1946-05.[36]
- 「俚謡：秀子節」コロムビア, A478, 1948-11.[37]

### 秋田追分の録音
- 本田千鳥「秋田追分節（前唄）／秋田追分節（本唄）」コロムビア, 25543, 伴奏本田翠竹. [38][39]
- 加賀谷かね子「秋田追分（上）（前唄）／秋田追分（下）（本唄及後唄）」ビクター, J-10110, 伴奏菊池淡水. [34]
- 加賀谷かね子「秋田追分（上）／秋田追分（下）」テイチク, 6215, 伴奏尺八入. [40]

## 関連する書籍・記事など
- 鳥井森鈴『ふるさとの唄』五城目老人クラブ連合会. 1977.10.[41]。
- 「秋田追分　鳥井森鈴の真骨頂」『民謡の里』昭和54年. pp.86～91.
- 分銅志静「秋田追分の生い立ち～鳥井森鈴氏の功績」秋田魁新聞. 1963年3月28日 夕刊 4面.
- 読売新聞秋田支局編『あきた人国記』昭和図書出版. [42]

## 参考資料
- 秋田県広報協会『あきた 通巻87号／碑の周辺(6)』
- 五城目町教育委員会 編『すばらしい先輩たち 第3集』
- 秋田魁新報社 編『秋田人名大事典』ISBN 978-4870202061